# Église Sainte-Élisabeth de Schaerbeek
Pour les articles homonymes, voir Église Sainte-Élisabeth.
L'église Sainte-Élisabeth (en néerlandais : Sint-Elisabethkerk) est un édifice religieux situé rue Portaels, dans la commune bruxelloise de Schaerbeek. 
L'église est de style néogothique et fut construite entre les années 1913 et 1916 selon les plans de l'architecte Florent Van Roelen.
Parmi les ouvrages remarquables : le bel orgue néogothique de Jean-Émile Kerkhoff ainsi que l’autel majeur, le banc de communion et la chaire de vérité, des œuvres de De Wispelaere.
La paroisse Sainte-Élisabeth fait partie de l'unité pastorale Les Coteaux qui fait elle-même partie du doyenné de Bruxelles Nord-Est.

Il y a service religieux en polonais aussi.